# Apanteles politiventris
Apanteles politiventris är en stekelart som beskrevs av Muesebeck 1958. Apanteles politiventris ingår i släktet Apanteles och familjen bracksteklar. Inga underarter finns listade i Catalogue of Life.